# São Pedro da Torre
São Pedro da Torre is een plaats (freguesia) in de Portugese gemeente Valença en telt 1232 inwoners (2001).

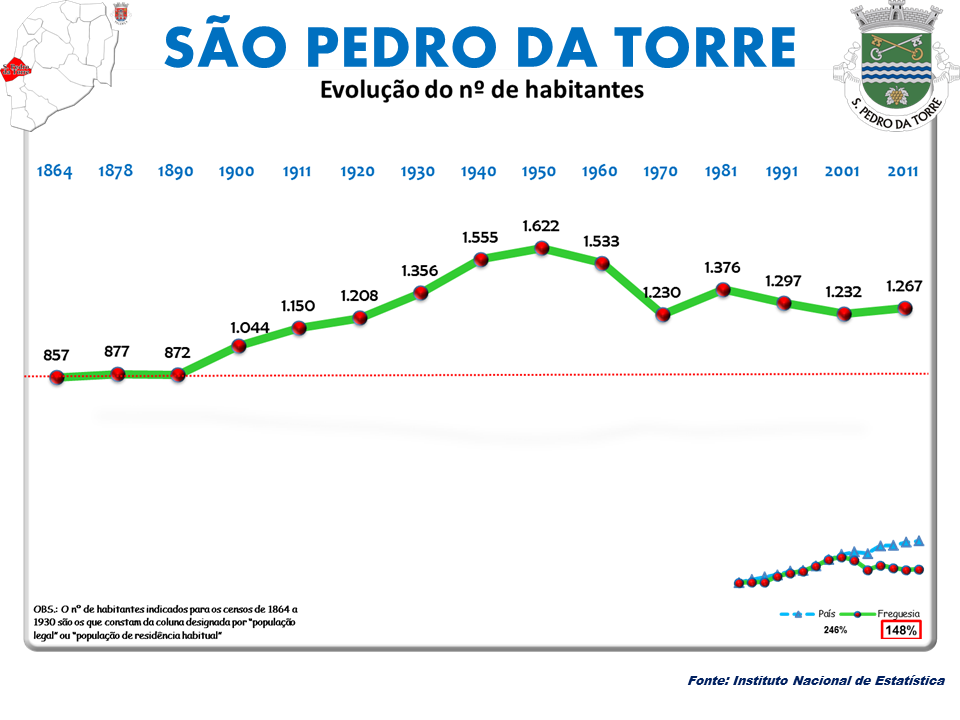
Bevolkingsontwikkeling tussen 1864 en 2011